# Vadim Bojko
Vadim Bojko, född 1977 eller 1978, död den 16 november 2022, var en överste i den ryska militären, och ledare vid Makarovs högre marinutbildning i Vladivostok(en) (ryska: Тихоокеанское высшее военно-морское училище имени С. О. Макарова, TOVVMU).
Bojko ansvarade för att iordningställa militär utrustning samt genomföra utbildning och rekrytering av soldater med anledning av ordern om partiell mobilisering den 21 september 2022 under Rysslands invasion av Ukraina.
Den ryska tidningen Dalnevostotjnie Novosti rapporterade att Bojko begått självmord, då man fann honom död på morgonen den 16 november 2022 på kontorsplatsen för hans chef, Oleg Zjuravlev, med fem patroner och fyra pistoler i anslutning till Bojkos kropp. En notis i Telegram-kanalen Baza Channel angav: "Det framgår att översten sköt sig själv i bröstet fem gånger."
Bojkos död inträffade efter flera förmodade dödsfall på grund av självmord bland ryska oligarker samt försvinnanden och sjukdomsfall bland ryska militärer i samband med invasionen av Ukraina.
Bojkos död fick uppmärksamhet efter att hans änka Julia skrev ett öppet brev daterat den 20 november 2022 till den ryske diktatorn Vladimir Putin, där hon angav att hennes man utförde "självavrättning" efter att ha blivit anklagad för att ha misslyckats med de mål som angetts för den partiella mobiliseringen.
Enligt hennes brev hade Boyko fått i uppgift att reparera och iordningställa utrustning och militära fordon som skulle sändas till kriget i Ukraina, men framfört till sin överordnade Oleg Zjuravlev att utrustningen var föråldrad och inte använd på många år och oanvändbar. Chefen tog sjukledigt och överlät allt ansvar på Boyko som överväldigades av den omöjliga uppgiften. Vid en inspektion den 14 november av en kommission från Chabarovsk anklagades Bojko för att ha orsakat "förlust av och skada på statlig egendom" och hotades med böter på 100 miljoner rubel. Den omöjliga uppgiften, och anklagelserna om försumlighet, ledde till att Bojko valde att ta sitt liv. Änkan noterade att Bojko inte sköt sig i huvudet, vilket hade varit snabbast och mest smärtfritt, utan utförde ett slags "själv-avrättning" på sin chefs kontorsplats för att sända en signal om den ohållbara situationen.